# نیکولا ایانوتی
نیکولا ایانوتی (انگلیسی: Nicola Iannotti؛ زادهٔ ۱۳ ژوئیهٔ ۱۹۸۴) بازیکن فوتبال اهل ایتالیا است.
از باشگاه‌هایی که در آن بازی کرده‌است می‌توان به باشگاه فوتبال آیلزبری، باشگاه فوتبال لیورنو، باشگاه فوتبال نووارا، و باشگاه فوتبال بنونتو اشاره کرد.